# 布萊克里弗鎮區 (密蘇里州韋恩縣)
布萊克里弗鎮區（英語：Black River Township）是位於美國密蘇里州韋恩縣的一個行政鎮區。

## 地方資料
布萊克里弗鎮區的面積為155.82平方千米，當中陸地面積為145.61平方千米，而水域面積為10.21平方千米。根據2020年美國人口普查的數據，當地共有人口565人，而人口密度為每平方千米3.63人。